# 安托尼奥斯·尼科波利迪斯
安托尼奥斯·尼科波利迪斯（希臘語：Αντώνης Νικοπολίδης，1971年1月14日—），希臘足球運動員，擔任守门员。他被认为是希腊有史以来最好的守门员之一，是希腊国家足球队赢得2004年欧洲足球锦标赛冠军的功臣之一。

## 荣誉
帕纳辛奈科斯
- 希腊足球超级联赛冠军: 1990,1991,1995,1996,2004
- 希腊杯足球赛冠军: 1991,1993,1994,1995,2004
- 希腊超级杯足球赛冠军: 1993,1994

奥林匹亚科斯
- 希腊足球超级联赛冠军：2005 , 2006 , 2007, 2008, 2009
- 希腊杯足球赛冠军: 2005, 2006, 2008, 2009
- 希腊超级杯足球赛冠军：2007

希腊国家足球队
- 欧洲足球锦标赛冠军: 2004年

个人荣誉
- 最佳守门员: 2006
- 最佳守门员: 2007
- 最佳守门员: 2008
- 最佳守门员: 2009

帕纳辛奈科斯
- 希腊杯足球赛: 亚军1998-99

希腊国家足球队
- 2004年欧洲足球锦标赛冠军: 欧联比赛会员